# Mallerenga negra dorsiblanca
La mallerenga negra dorsiblanca o mallerenga negra de dors blanc(Melaniparus leuconotus) és una espècie d'ocell passeriforme que pertany a la família Pàrids endèmica de les muntanyes de l'Àfrica oriental. Anteriorment era una de les moltes espècies inclosa en el gènere Parus, però es va traslladar a Melaniparus després que una anàlisi filogenètica molecular publicada el 2013 demostrés que els membres del nou gènere formaven un clade diferent.

## Distribució i hàbitat
Es troba únicament a les muntanyes d'Etiòpia i Eritrea.
L'hàbitat natural són els boscos de muntanya tropicals.